# Spaarndam
Spaarndam est un village situé à cheval dans les communes néerlandaises de Haarlem et Haarlemmermeer, dans la province de la Hollande-Septentrionale. Le village est situé sur la Spaarne. En 2009, il comptait environ 3 000 habitants.
La partie occidentale, Spaarndam-West, représente la plus vieille partie du bourg, développé à partir de 1285 autour d'une écluse commanditée par le comte Florent V de Hollande. Cette partie fait partie de la commune de Haarlem.
La partie orientale, Spaarndam-Oost, fait partie de la commune de Haarlemmermeer. Elle est surtout composée des quartiers résidentiels. Deux tiers des habitants de Spaarndam habitent dans la partie orientale.
Spaarndam a été une commune indépendante jusqu'au 1er mai 1927, date de son rattachement à la commune de Haarlem.

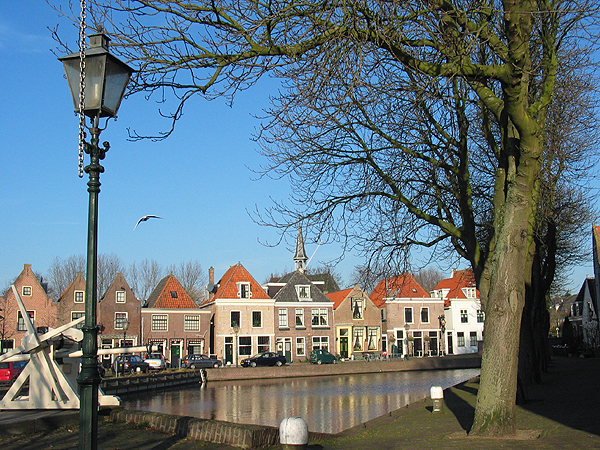
Le vieux port de Spaarndam-West